# Charles-Ernest Romagny
Charles-Ernest Romagny né le 27 septembre 1828 à Mello et mort le 18 mars 1858 à Paris est un peintre français.

## Biographie
Charles-Ernest Romagny est le fils de Jean Charles Auguste Romagny, négociant, et Clara Juliette Dubasty. Il naît avec une sœur jumelle, Clémentine Juliette.
Elève de Léon Cogniet aux Beaux-Arts de Paris, il concourt pour le prix de Rome en 1854, en proposant Abraham lavant les pieds de trois anges ; il n'obtient qu'une mention honorable.
Il expose aux Salons de 1848, 1849 et 1857.
Il meurt à son domicile parisien de la rue du Faubourg-Saint-Denis le 18 mars 1858.